# Groupe Secor
Pour les articles homonymes, voir Secor.
SECOR était une firme-conseil de stratégie et marketing au Canada, maintenant propriété de KPMG depuis 2012. Son dernier président, de 2007 à 2012, a été Yves Roy.
Fondée en 1975 par Marcel Côté, Roger Miller et Yvan Allaire - trois universitaires spécialistes de la gestion - SECOR a pris de l'ampleur pendant les années 1980, ouvrant des bureaux à Ottawa, Paris et Toronto en 1990, 1995 et 2000. Récemment[Quand ?], un bureau à Québec et un autre à New York ont été ouverts.
Le groupe SECOR aide les investisseurs nord-américains à améliorer leurs stratégies pour pénétrer les marchés mondiaux. Il a une équipe européenne (SECOR Europe) pour ses clients sur ce continent. 
Beaucoup de personnalités québécoises ont travaillé avec SECOR, dont Marcel Côté, Raymond Bachand, Philippe Couillard, André Caillé, Richard French et Wilfrid-Guy Licari. En France, le premier associé a été Claude Rochet qui est resté trois ans dans la firme avant de se consacrer entièrement à la recherche en rejoignant l'université. 